# Psyllaephagus mesohomotoma
Psyllaephagus mesohomotoma är en stekelart som beskrevs av Singh och Agarwal 1993. Psyllaephagus mesohomotoma ingår i släktet Psyllaephagus och familjen sköldlussteklar. Inga underarter finns listade i Catalogue of Life.